# ریونزدیل (واشینگتن)
ریونزدیل (به انگلیسی: Ravensdale) یک منطقهٔ مسکونی در ایالات متحده آمریکا است که در شهرستان کینگ، واشینگتن واقع شده‌است. ریونزدیل ۱۳٫۳ کیلومتر مربع مساحت و ۱٬۱۰۱ نفر جمعیت دارد و ۱۹۰ متر بالاتر از سطح دریا واقع شده‌است.